# KBC新人歌謡音楽祭
KBC新人歌謡音楽祭（ケイビーシーしんじんかようおんがくさい）は、1973年から1989年頃まで新人歌手を対象にして行われていた九州朝日放送主催の音楽祭である。1973年にレコード新人まつりとしてスタートし、1980年からKBC新人歌謡音楽祭に改称した。
ANN・NRN加盟局それぞれの音楽ディレクターからの推薦と、KBC放送エリアを対象としたファン投票の集計結果により、参加歌手数名に優秀新人賞が贈られた。また、受賞者には博多人形も贈呈された。特例として1981年と1986年のみ特別賞が贈られ、1981年は寺尾聰、1986年は少年隊が受賞した。毎年福岡市民会館や福岡サンパレスで催されていたこの大会の模様はKBCラジオで生中継され、後日KBCテレビとANN加盟局で編集映像が放送された。